# Дудино (Курганская область)
Дудино (Ду́динка) — деревня в Целинном районе Курганской области. Входит в состав Половинского сельсовета. Ранее носила название Дудина.

## География
Расположена на берегах озёр Дудина и Топкого

## История
До революции деревня Дудина относилась к Заманиловской волости Челябинского уезда Оренбургской губернии.
В 1919 году образован Дудинский сельсовет.
В 1924-1925 гг. Дудинский сельсовет упразднён, территория вошла в Половинский сельсовет.
По данным на 1926 год состояла из 115 хозяйств.

## Население
| 1989 | 2002 | 2010 |
| ---- | ---- | ---- |
| 293  | ↘218 | ↘135 |

По данным переписи 1926 года в д. Дудиной проживало 506 человек, в том числе русские — 493 чел., цыгане — 8 чел.
Население Дудина в 2003 году составляло 194 человека, в 2004 г. — 196 человек. В деревне проживают, в основном, русские. Основное занятие населения: сельское хозяйство.

## Известные жители
- Григорий Семёнович Дудин (1914—1976) — председатель колхоза, Герой Социалистического Труда.